# Prix de Mai
Prix de Mai war ein französischer Literaturpreis, der von Alain Robbe-Grillet gestiftet wurde.
Das erste ausgezeichnete Werk war 1958 Moderato Cantabile von Marguerite Duras. Weitere Preisträger waren die Werke „Le traître/The traitor“ von André Gorz, „La Gana“ von Fred Deux (unter dem Pseudonym Jean Douassot) und „Je“ von Yves Velan.
Zur Jury gehörten Georges Bataille, Maurice Blanchot, Roland Barthes, Marthe Robert und Dominique Aury.
Bereits 1960 wurde die Preisverleihung eingestellt.